# När bandet slutar spela
När bandet slutar spela är Jan Hammarlunds andra studioalbum, utgivet 1973 på skivbolaget Silence Records (skivnummer SRS 4619).
Albumet innehöll både politiska sånger och inspelningar av traditionella låtar, som "Si go afton" och "Per Tyrssons döttrar i Vänge". Bland de medverkande musikerna fanns Turid Lundqvist, Hans Wiktorsson och Torbjörn Abelli.

## Låtlista
Där inte annat anges är låtarna skrivna av Jan Hammarlund.
A
1. "När kan vi dela" - 6:03
2. "Barnet som dom lämnade" - 3:33
3. "Svalornas sång" - 2:44 (Maria FNL Group, Fariña)
4. "Per Tyrsons döttrar i Vänge" - 6:45 (trad.)
5. "Azouras' vandringssång" - 1:33 (Carl Jonas Love Almqvist)

B
1. "Bergsjön" - 2:24 (Nationalteatern)
2. "Incestsången" - 4:42 (Buffy Sainte-Marie, Hammarlund)
3. "Si go afton" - 2:11 (trad.)
4. "Den överlevande kommunarden" - 5:49
5. "Valarna som sjunger" - 3:55

## Medverkande
- Greg FitzPatrick - bas
- Hans Wiktorsson - congas
- Håkan Agnsäter - trummor
- Jan Hammarlund - sång, gitarr, piano, orgel
- Jörgen Johansson - congas, kör
- Kaj Sjögren - fiol
- Kenneth Arnström - flöjt
- Mikael Katzeff - flöjt
- Set Söderlund - bas
- Stefan Nylander - cello
- Stene och Tompa - fiol
- Sven Bjärhall - elgitarr
- Torbjörn Abelli - fiol
- Eva Wilke - kör
- Lena Carlsson - kör
- Lena Ekman - kör
- Turid Lundqvist - kör

## Mottagande
När bandet slutar spela finns med i boken Tusen svenska klassiker.

### Fotnoter
1. 1 2 3  ”När bandet slutar spelar”. Discogs.com. http://www.discogs.com/Jan-Hammarlund-N%C3%A4r-Bandet-Slutar-Spela/release/2779614. Läst 31 augusti 2012.
2. 1 2  Gradvall et al (2009), #368